# Kościół św. Urszuli z Towarzyszkami w Gosprzydowej
Kościół św. Urszuli z Towarzyszkami – rzymskokatolicki kościół parafialny, znajdujący się w miejscowości Gosprzydowa, w powiecie brzeskim województwa małopolskiego.

## Historia kościoła
Obecny kościół został zbudowany w 1697 z fundacji Wielogłowskich, staraniem proboszcza Macieja Wacława Jantkiewicza. W 1954 do prezbiterium dobudowano kaplicę według projektu Bogdana Tretera przy udziale Piotra Krakowskiego.
Jest to kościół drewniany, konstrukcji zrębowej, o ścianach pobitych częściowo gontem, częściowo szalowanych, jednonawowy. Na drzwiach głównych znajdują się ozdobne gotyckie okucia kowalskie z XVI wieku. Polichromia wnętrza figuralna z 1889 r., wykonana przez Wiktora Puszczyńskiego. W kaplicy polichromia figuralna z 1965, malowana przez Piotra Grabowskiego. Wyposażenie wnętrza barokowe, ołtarz główny z ok. 1700 r., z dwoma obrazami Matki Boskiej z Dzieciątkiem –  w tym z Obrazem Matki Bożej Gosprzydowskiej, z połowy XVII wieku. Dwa ołtarze boczne: lewy z XVII w. – początkowo poświęcony był św. Antoniemu, w XX wieku przebudowany - dedykowany jest Sercu Jezusowemu. Ołtarz prawy - z przełomu XVII i XVIII w., w formie krzewu winnej latorośli z rzeźbą Chrystusa Ukrzyżowanego. W świątyni znajduje się kamienna gotycka chrzcielnica z XV wieku z herbem Starykoń oraz kropielnica z XV wieku.